# كينباتشي زاراكي
زاراكي كنباتشي هو قائد الفرقة الحادية عشرة في أنمي ومانغا بليتش. زاراكي كنباتشي ليس اسمه الحقيقي إنما تسمية تطلق على الشخص الذي يحب القتال ويستمتع به ولا يهتم لأن يُقتل أو يصاب ويقال أن شخص مثله لا يولد سوى كل الف عام، بينما هو ليس له اسم حقيقي. زاراكي كان أحد سكان إحدى مقاطعات الريكونغاي الفقيرة التي كان يندلع فيها معارك دموية طاحنة، وبفضل الرياتسو الهائلة التي يملكها وبراعته في القتال، كان يخرج حياً من كل معركة. في إحدى المعارك وجد طفلة صغيرة حية وسط جثث القتلى سماها ياتشيرو وأصبحت نائبته في الفرقة الحادية عشرة فيما بعد. يتميز زاراكي بأنه لم يختم الزنباكتو الخاص به ولم يعرف اسمه، كما أنه الوحيد من القادة الذي لم يصل لمرحلة البانكاي إنما أصبح قائداً بعد قتله للقائد السابق للفرقة الحادية عشرة.
يذكر ان زاراكي لم يدخل لمجتمع الارواح النقية إلا عندما سمع عن قانون داخل مجتمع الارواح يسمح لاحدهم بان يصبح قائدا إذا قام بقتل القائد المجود حاليا
و يذكر أيضا انه قتل ستة قادة وذلك ليس لاجل ان يصبح قائد... بل من أجل الاستمتاع بالقتال والقتل والالم ولون ورائحة الدم التي يستمتع بها كثيرا
و يذكر أيضا انه يعيش حالة من الملل إذا مضت عليه بعض الأيام بدون قتال
و هو دائما ما يبحث عن شخص قوي كي يبارزه، ويذكر انه منذ ان أصبح قائدا لا يقتل خصومه الاقوياء بعد أن يهزمهم بل يجعلهم احياء كي يضمن لنفسه مبارزة ممتعة أخرى، هذا هو زاراكي كنباتشي، ويذكر أنه أصلا لم يكن يعرف لنفسة اسما أو عائلة وهذا ما ربى بداخله الوحش القاتل الذي دائما ما سعى ان يحافظ عليه داخله من أجل ان يحمي نفسه من شرداء الريكونغاي.

## مظهرة
ذو المظهر المتوحش والعدائي الذي يصف شخصيته، يرتدي معطف الشينيجامي دون أكمام، وهو المعطف الذي كان يرتديه القائد السابق للفرقه الحادية عشر والذي استلم كنباشي منصبه بعد قتله في المعركة، ويسرح شعره على طريقة مشوكة ويضع اجراس في اعلاها، يرتدي رقعة عين خاصة في عينه اليمنى صممت من قبل الفرقة الثانية عشر تمتص معظم قوته، ووضع كينباتشي للرقعة والاجراس ليست الا فرصة لخصمه وحتى يتمكن كينباتشي أن يتعارك بشكل متعادل مع خصوم أضعف منه، ثمة ندبة كبيرة في الجانب الأيسر من وجهه وهو أحد أطول الشخصيات في بليتش.

## قصتة
زاراكي كان أحد سكان إحدى مقاطعات الريكونغاي الفقيرة التي كان يندلع فيها معارك دموية طاحنة، كان محب للدماء وهو سفاح بمعنى الكلمة استطاع أن يأخذ لقب «كينباتشي» والذي لا يحمله سوى السفاحيين المرعبين يقاتل فقط من آجل المتعة لا يخاف الموت آلتقى زاراكي بفتاة قزمة لم يكن لديها اسم فعندما سآلها زاراكي عن اسمها قالت لها آنه ليس لها اسم فقال لها انه أيضا لا يوجد له اسم، لكن زاراكي قرر آن يسمي تلك الفتاة بـ «ياشيرو» آصبحت ياشيرو نائبته رغم صغر سنها ثم آصبح زاراكي شينيجامي وقتل قائد الفرقة الحادية عشر وآصبح هو قائدها مع آنه لا يعرف آسم الزنبكاتو الخاص به.

## ماضية
لقب زاراكي اتى من المنطقة التي ترعرع فيها، وهي المنطقة 80 وتقع في الممر الشمالي لروكونحاي، والمنطقة 80 هي الأسوا، وهي المناطق خروجا عن قانون روكونجاي مليئة باللصوص والقتلة، وأثناء ترعرعه بالمنطقة 80 كان كينباتشي دون اسم، وخلال تلك الفترة، أصبح بارع في مهارات القتال بالسيف وكان قد القتل العديد من الاعداء.
وفي وقت ما خلال تجوله خارج المنطقة 80, وجد طفلة صغيرة وسماها ياشير، وسبب التسمية هو ذكرى للشخص الوحيد الذي يحترمه كينباتشي، وهي لم تظهر أي خوف من سيفه وابويها كانا قد قتلا وكان ذلك في المنطقة 79 كوساجيشي، وفي ذلك اليوم أطلق عليه لقب كينباتشي، وكينباتشي هو لقب يطلق على اقوى مبارز، وأكثر من قتل من الاشخاص، ياشيرو وكينباتشي قريبان من بعضهما وعلاقتهما علاقة اب بابنته.
وفي وقت ما هزم اكاكو مادارامي، ولهذا السبب تعهد اكاكو لخدمة كينباتشي وامنيت اكاكو الوحيدة هي ان يموت تحت قيادة كينباتشي، وبعد مرور الوقت، وجد كينباتشي الطريق إلى سيريتي، وهناك قاتل القائد السابق للقسم الحادي عشر وقتله، وفاز بمقعد في قيادة الفرق الثلاث عشر، وفي الانيمي كان هو السبب في مغادرة ماكي اتشينوزي لمجتمع الارواح الجدير بالذكر ان تايتي كوبو افصح في مقابلة اجريت معه انه يريد ان يتعمق أكثر في شخصية كينباتشي.

## حاضرة
زاراكي كينباتشي الآن هو قائد الفرقة الحادية عشر، ياشيرو وايككو ويوميشكا هم الأشخاص الذي يعتمد عليهم زاراكي وهم أقوى اشخاص في الفرقة الحادية عشر.

## زامباكتو
كينباتشي القائد الوحيد في تاريخ الجوتي 13 الذي لايعرف اسم سيفه ولا يمكنه ان يؤدي البانكاي، وعلى الرغم من عدم معرفته باسم سيفه، الا ان زانباكتو كينباتشي مصدر بشكل دائم بسبب الضغط الروحي الهائل، وقوة كينباتشي تنعكس على سيفه، زانباكتو كينباتشي أطول بكثير من الزانباكتو الطبيعي، وعلى الرغم من مظهره، هو قادر على قطع اغلب الاجسام، ومايثبت ذلك هو اختراقه لزانباكتو اتشيغو من المنتصف، وقطعه لمبنى إلى نصفين.وبعد معركته مع اتشيغو، كينباتشي رغب بأن يتعلم أكثر حول سيفه لانه يريد ان يصبح أقوى، وعلى أي حال لم يتمكن زاراكي من الاتصال مع سيفه حتى الآن، ويبدو أنه يحاول أن يتعلم من سيفه بشكل مستمر حتى يستطيع أن يحوز على قوى جديدة، وكما لاحظ زانجتس أن التنافر بين كينباتشي وسيفه يضر قوتهما.

## مقتبس
من جالوت الضخم

## روابط خارجية
- كينباتشي زاراكي على موقع ميوزك برينز (الإنجليزية)